# Oxyna fenestrata
Oxyna fenestrata es una especie de insecto del género Oxyna de la familia Tephritidae del orden Diptera.

## Historia
Zetterstedt la describió científicamente por primera vez en el año 1847.